# Lee Roy Martin
Lee Roy Martin (* 25. April 1937 in Gaffney, South Carolina; † 31. Mai 1972 in Columbia, South Carolina) war ein US-amerikanischer Serienmörder.

## Leben
Über das frühe Leben des Würgers von Gaffney, wie Martin in den Medien genannt wurde, ist wenig bekannt. Er wurde in Gaffney, South Carolina geboren und im Jahr 1957 verurteilt, weil er als 20-jähriger ein junges Mädchen in Tötungsabsicht in einem Waldstück angegriffen hatte. Da er bis dato ein unbeschriebenes Blatt gewesen war, wurde er lediglich zu Ableisten von Sozialstunden verurteilt. In den 1960er Jahren heiratete er und bekam mit seiner Frau drei gemeinsame Söhne. Er fand Arbeit in einer Textilfabrik und war zeitweise auch als Taxifahrer tätig.
Am 20. Mai 1967 wurde in der Jerusalem Road nahe der Kleinstadt Pacolet im Union County der Leichnam der 33 Jahre alten Annie Lucille Dedmond gefunden, die zunächst vergewaltigt und danach stranguliert worden war. Sie war einen Tag zuvor, am 19. Mai 1967, mit ihrem Ehemann Roger in der nahen Stadt Gaffney in einen Streit geraten, nachdem beide davor Alkohol getrunken hatten. Dedmond stieg zu einem Taxifahrer in dessen Wagen, der ihr anbot, nach Hause zu fahren. Der Verdacht fiel jedoch sofort auf Roger Dedmond, dem man in einen Indizienprozess zu 18 Jahren Gefängnis verurteilte, obwohl er stets beteuerte, seine Frau nicht getötet zu haben.
Am 8. Februar 1968, neun Monate nach dem Mord an Annie Dedmond, erhielt Bill Gibbons, Redakteur der Zeitung Gaffney Ledger einen anonymen Anruf. Der Mann am anderen Leitungsende bekannte sich dazu, Annie Dedmond getötet zu haben. Gleichzeitig gab er an, zwei weitere Frauen getötet zu haben, deren Lagestätten er präzise nenne konnte. Der Anrufer bat darum, nicht den Anruf zurück zu verfolgen, sondern den örtlichen Sheriff zu benachrichtigen. Am selben Tag wurden die Leichen der 14 Jahre alten Nancy Christine Rhinehart sowie der 20 Jahre alten Nancy Carrol Parris gefunden. Nancy Parris war noch einen Tag zuvor gesehen worden, wie sie ihren Hund Gassi führte, bevor sie spurlos verschwand. Nancy Rhinehart war seit mindestens elf Tagen, seit Ende Januar, vermisst. Der Täter musste sie irgendwo in seiner Gewalt gefangen gehalten haben. Beide Frauen waren nach ihrer Entführung vergewaltigt und erwürgt worden. Während der Leichnam von Nancy Parris Brandwunden von Zigaretten aufwies, gab es Anzeichen, wonach der Täter sich postum an Nancy Rhinehart vergangen haben soll. Beide Frauen starben laut Gerichtsmediziner nur rund 24 Stunden, bevor man sie entdeckt hatte.
Zwei Tage später, am 10. Februar, meldete sich ein Zeuge bei der Polizei, der zu Protokoll gab, er habe einen schwarzen 1957er Chevrolet vom Auffindeort des Leichnams von Nancy Parris sich entfernen sehen. Auch konnte er den Täter gut beschreiben.
Am 12. Februar meldete sich der Täter wieder bei Bill Gibbons, der sich wiederum zu allen drei Taten bekannte. Gleichzeitig gab er Täterwissen preis, unter anderem, dass er den Hund von Nancy Parris im Verlauf ihrer Entführung ebenfalls getötet habe. Er bezeichnete sich selbst als Psycho und gab zu bedenken, sollte er nicht gestoppt werden, würde es weitere Opfer geben. Der Anrufer legte daraufhin auf.
Und er sollte recht behalten. Bereits einen Tag später, am 13. Februar, meldete sich die Schwester der 13 Jahre alten Opal Dianne Buckson bei der Polizei, die zu Protokoll gab, sie habe gesehen, wonach ein weißer Mann ihre Schwester bei der Bushaltestelle in dessen Auto, einen Sedan gezerrt habe.
Kurz danach begann eine Hundertschaft an Bürgern, Sheriffs und Patrolman nach Opal Buckson Ausschau zu halten. Am selben Tag fiel zwei Bürgern, Henry Transou und Lester Skinner, ein schwarzer Chevrolet in einer abgelegenen Gegend auf. Die beiden verfolgten das Fahrzeug, notierten sich die Nummerntafel und gaben die Information der Polizei weiter. Das Auto, welches auf Lee Roy Martin zugelassen wurde, wurde auf Anordnung der Polizei durchsucht. Dabei fiel den Ermittlern auf, dass es gereinigt wurde. Martin wurde von nun an rund um die Uhr überwacht.
Wie kaltblütig und zynisch Martin agierte, stellte er am 15. Februar unter Beweis, als die Familie von Nancy Rhinehart die Begräbnisfeierlichkeiten organisierte. Martin erschien und ging zum offenen Sarg, in dem die tote 14-jährige lag, um auf seine Weise „Abschied zu nehmen“. Anteilnahme heuchelnd bedauerte er gegenüber Nancys Schwester: „She sure is a pretty girl, I don't see how anybody could have done this to her“ (Sie ist so ein schönes Mädchen, ich kann nicht verstehen, wie ihr das jemand antun konnte).
Am nächsten Tag, am 16. Februar 1968, wurde im Waldstück, aus dem Transou und Skinner den schwarzen Chevrolet kommen sahen, der Leichnam von Opal Buckson gefunden. Lee Roy Martin wurde noch am selben Tag verhaftet.
Am 28. Februar 1968 wurde Roger Dedmond nach neun Monaten aus dem Gefängnis entlassen, wegen eines Mordes an seiner Frau Annie, den er nie begangen hatte.
Lee Roy Martin wurde in allen vier Mordfällen für schuldig gesprochen und zu vier lebenslangen Freiheitsstrafen verurteilt. Weil während des Prozesses Verfahrensfehler begangen wurden, verzichtete die Staatsanwaltschaft auf die Todesstrafe, da sie fürchtete, Martins Rechtsanwalt könnte diesen Umstand dazu benutzen, um zu erreichen, dass der Richter einen Freispruch verkündete.
Lee Roy Martin wurde in die Central Correctional Institution in Columbia, South Carolina eingewiesen. Am 31. Mai 1972 wurde er im Alter von 35 Jahren von einem Mitgefangenen, dem 30 Jahre alten Kenneth Rumsey mit einem Messer getötet; der 1977 Suizid verübte.